# Список річок Північної Македонії

Карта річок та озер Македонії

Територією Північної Македонії протікають близько 35 річок, більшість з яких належить до басейну Егейського моря, менша кількість відноситься до басейну Адріатичного моря. Найбільшою річкою Македонії є Вардар. Річки живляться переважно взимку та ранньою весною, снігом та дощом. Влітку через хронічний брак опадів, річки мають низький рівень води. Деякі особливо дрібні притоки пересихають.
Річки займають близько 2% площі країни.

## Річки басейну Егейського моря
- Вардар
  - Лакавиця
  - Маздрача
  - Пєна
  - Бистриця
  - Лепенец
  - Треска
    - Мала Река
    - Оча

  - Маркова Река
  - Кадина-Река
  - Тополка
  - Бабуна
  - Пчиня
    - Крива Река

  - Брегальниця (найбільша ліва притока)
    - Оризарська Река
    - Кочанська Река
    - Злетовська Река
    - Осойниця
    - Зрновська Река

  - Црна Река (найбільша права притока)
    - Боишка Река
    - Стара Река
    - Шемница
    - Драгор
    - Краешка Река
    - Река Вир
    - Лажечка Река
    - Єлашка Река
    - Конярська Река
    - Река Трновчица
    - Градешка Река
    - Бутурица
    - Блашица
    - Каменица
    - Река Жаба
    - Журешница
    - Блато
    - Крушеичка Река
    - Дуньська Река
    - Раечка Река
- Лебниця
- Струмиця

## Річки басейну Адріатичного моря
- Чорний Дрин
  - Радика
    - Рибниця
    - Мавровська Река
    - Жировничка Река
    - Мала Река
    - Шеруп

## Річки басейну Чорного моря
- Південна Морава